# Apylinkės teismas

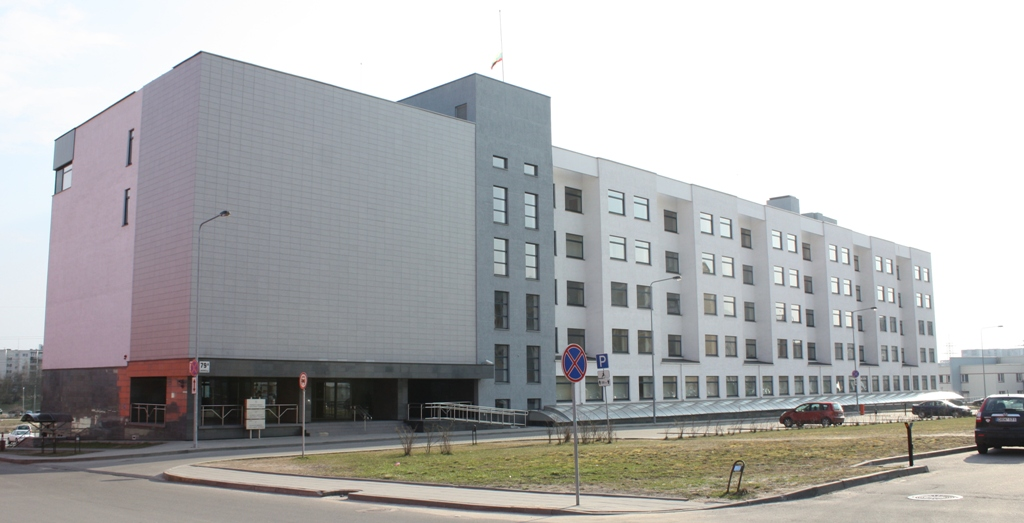
Stadtkreisgericht Vilnius

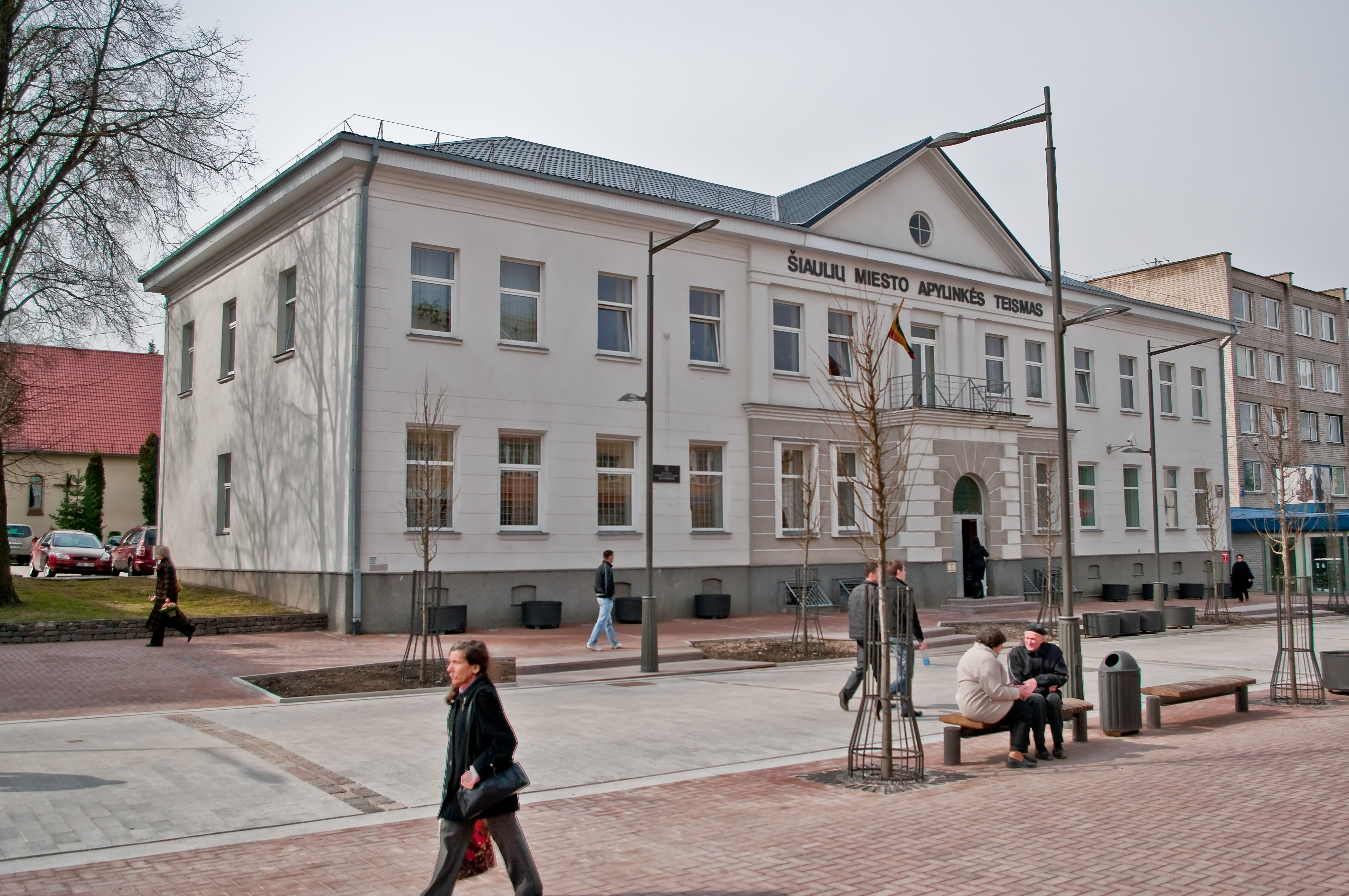
Kreisgericht Šiauliai

Apylinkės teismas ist die Eingangsinstanz in Litauen.  Der größte Apylinkės teismas ist das Stadtkreisgericht Vilnius mit über 70 Richtern. Die zweite Instanz ist apygardos teismas (Bezirksgericht).

## Geschichte
Apylinkės teismas entstand aus den sowjetischen Kreisvolksgerichten (lit. miesto/rajono liaudies teismas) in der Litauischen Sozialistischen Sowjetrepublik. Die Funktion des apylinkės teismas übte vor der sowjetischen Okkupation 1940 der Friedensrichter (taikos teisėjas) als Einzelrichter aus. Er hatte eine eigene Gerichtsanstalt.